# Старка-Стендере, Олита Кришевна
Олита Кришевна Ста́рка-Сте́ндере (Ольга Кришевна Старк-Стендер; 11.12.1906, Рига — 01.09.1953, там же) — советская латвийская актриса театра и кино.

## Биография
Работала в Рабочем театре в Риге (1927—1934), театре «Дайлес» (1934—1944) и ГАТД имени имени А. М. Упита. Играла трагических и сатирических персонажей в спектаклях «Пловчиха Зузанна», «Победа Зингу Ешки» по пьесам Андрея Упита, «В какой порт?» А. Григулиса, «Огонь» Р. Блауманиса, и других.

## Фильмография
- 1941 — Каугурское восстание — жена Мителиса

## Награды и премии
- Сталинская премия третьей степени (1951) — за исполнение роли в спектакле «Земля зелёная» А. М. Упита на сцене ГАТД Латвийской ССР